# الرابطة المصرية في كوسوفو
الرابطة المصرية في كوسوفو (بالألبانية: Lidhja e Egjiptianêve të Kosovës , LEK)، حزب سياسي يُمثل العرقية المصرية في كوسوفو. الانتخابات البرلمانية في كوسوفو عام 2010؛ وحصل على 1010 صوت (0.14%)، ولا يمثله أي نواب في البرلمان الكوسوفي.